# Budova ČVUT Děčín
Budova Českého vysokého učení technického v Děčíně je detašovaným pracovištěm ČVUT v Praze. Trojkřídlý komplex budov sloužil jako administrativní prostor a učebny okresního výboru KSČ, tzv. Dům politické výchovy. Projekt na výstavbu zpracoval Stavoprojekt Liberec pod vedením architekta Miroslava Netoličky a samotnou realizaci provedl 1979-1985 národní podnik Pozemní stavby. Po roce 1989 vznikl nový záměr na využití. Od roku 1995 brutalistní budovu v centru města využívá ČVUT.

## Galerie

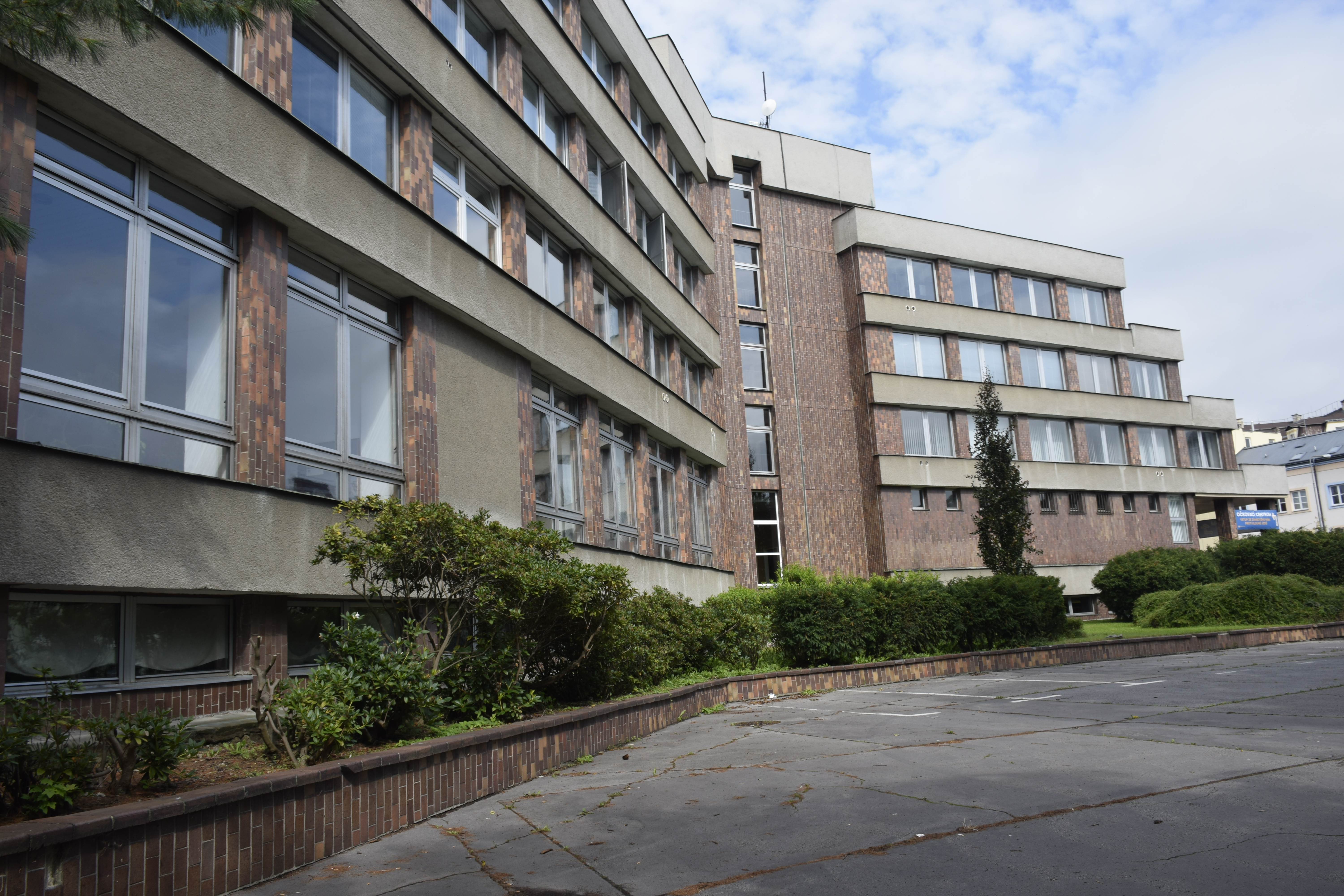
Boční pohled
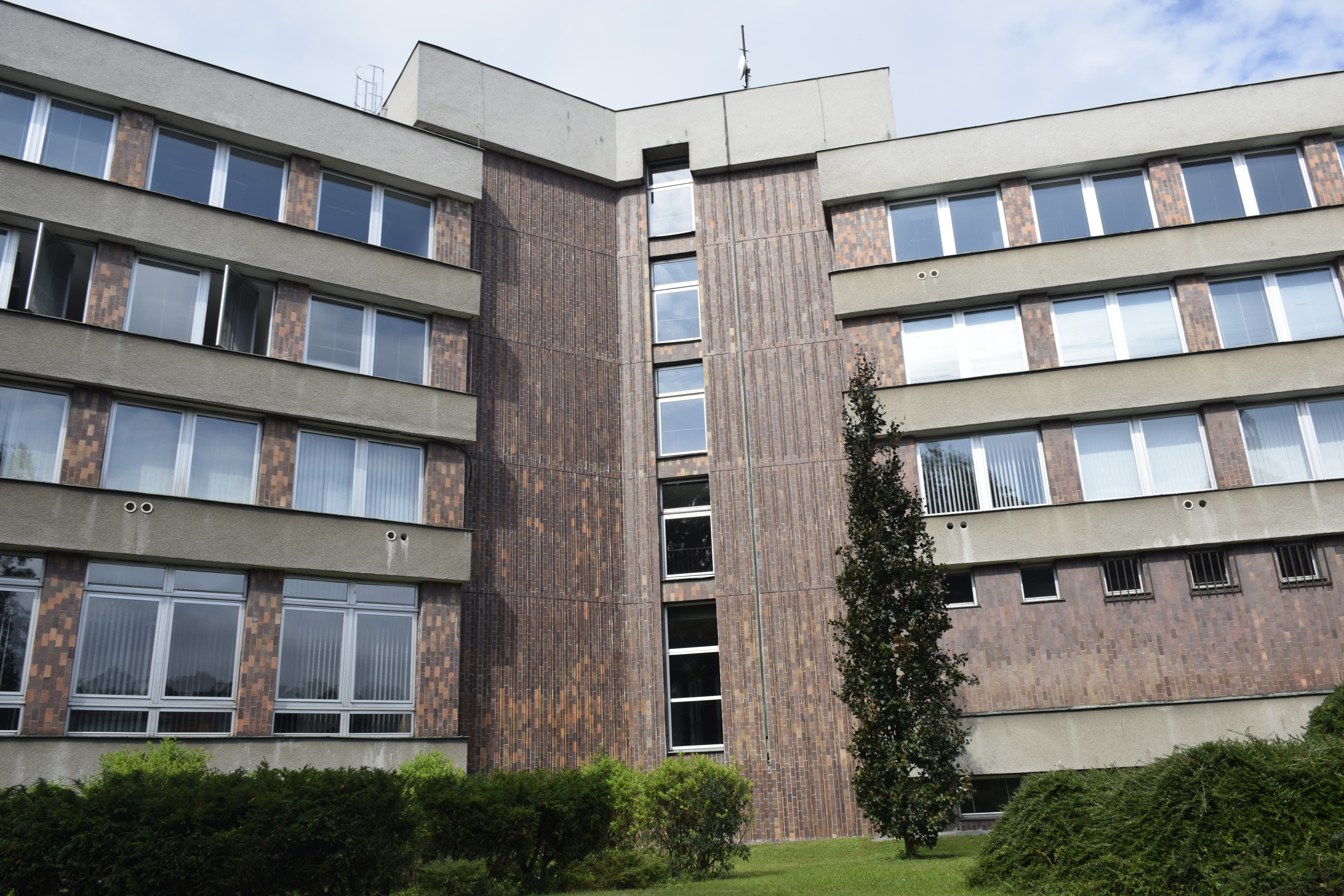
Spojovací část
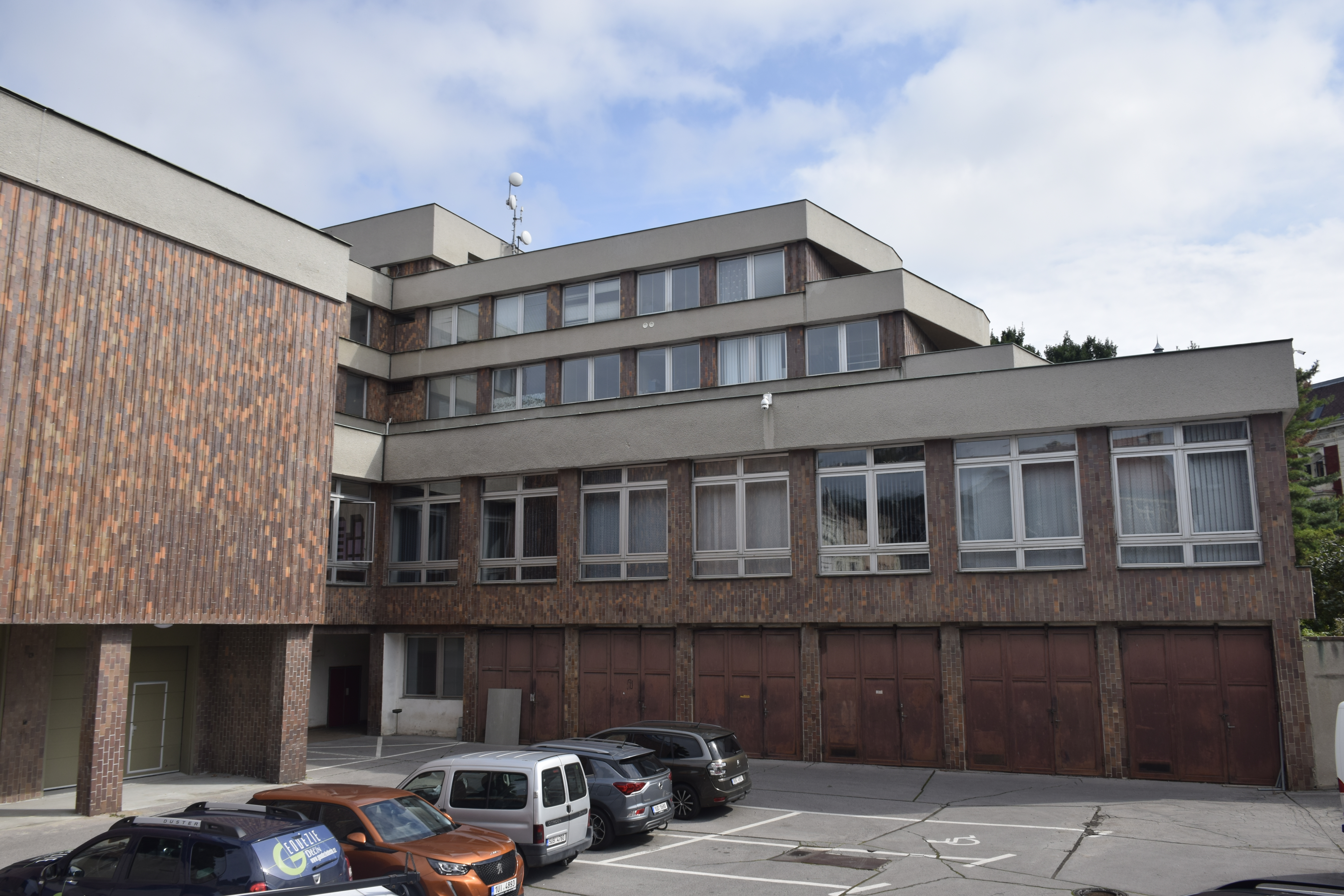
Garáže
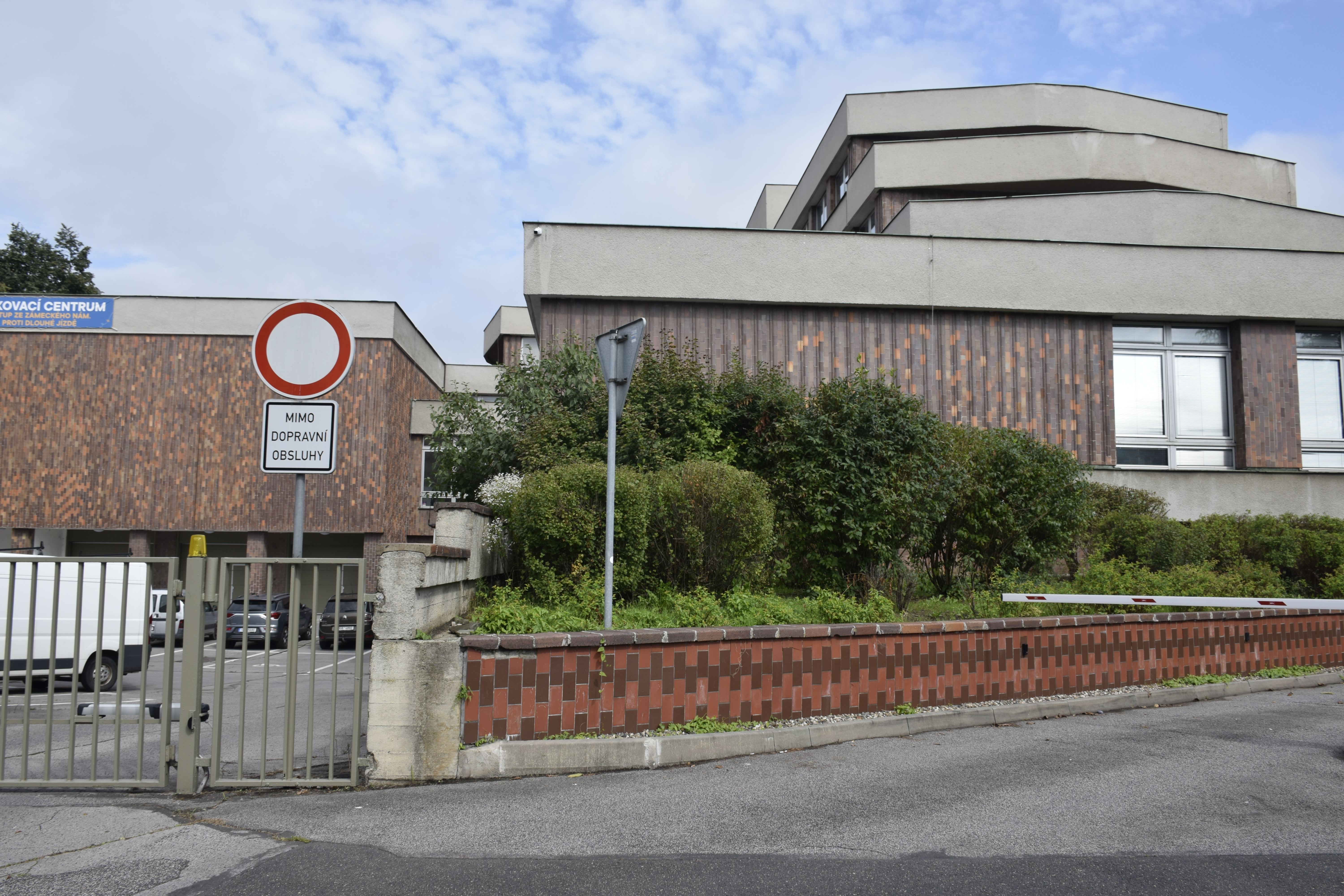
Odstupňování budovy
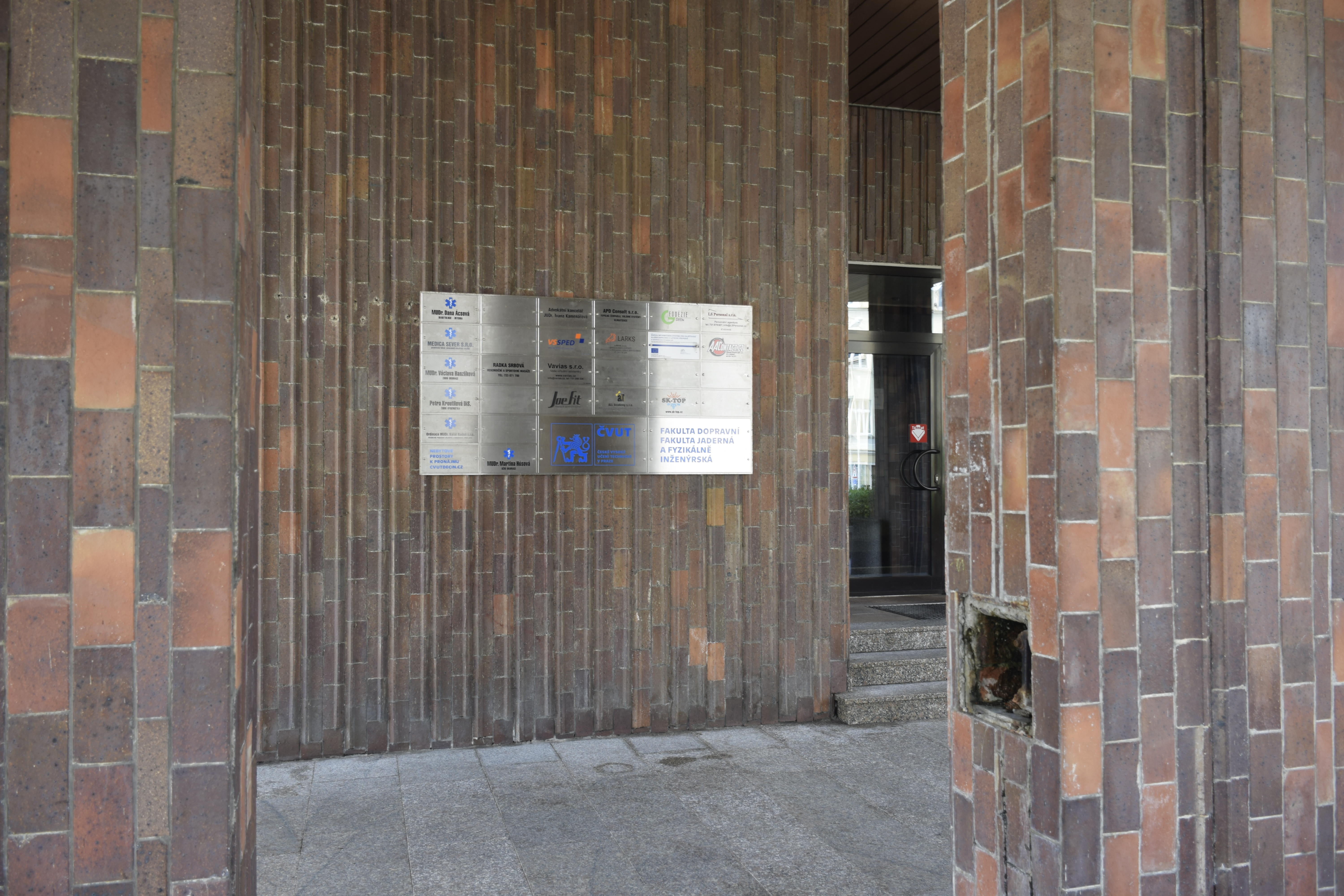
Hlavní vstup
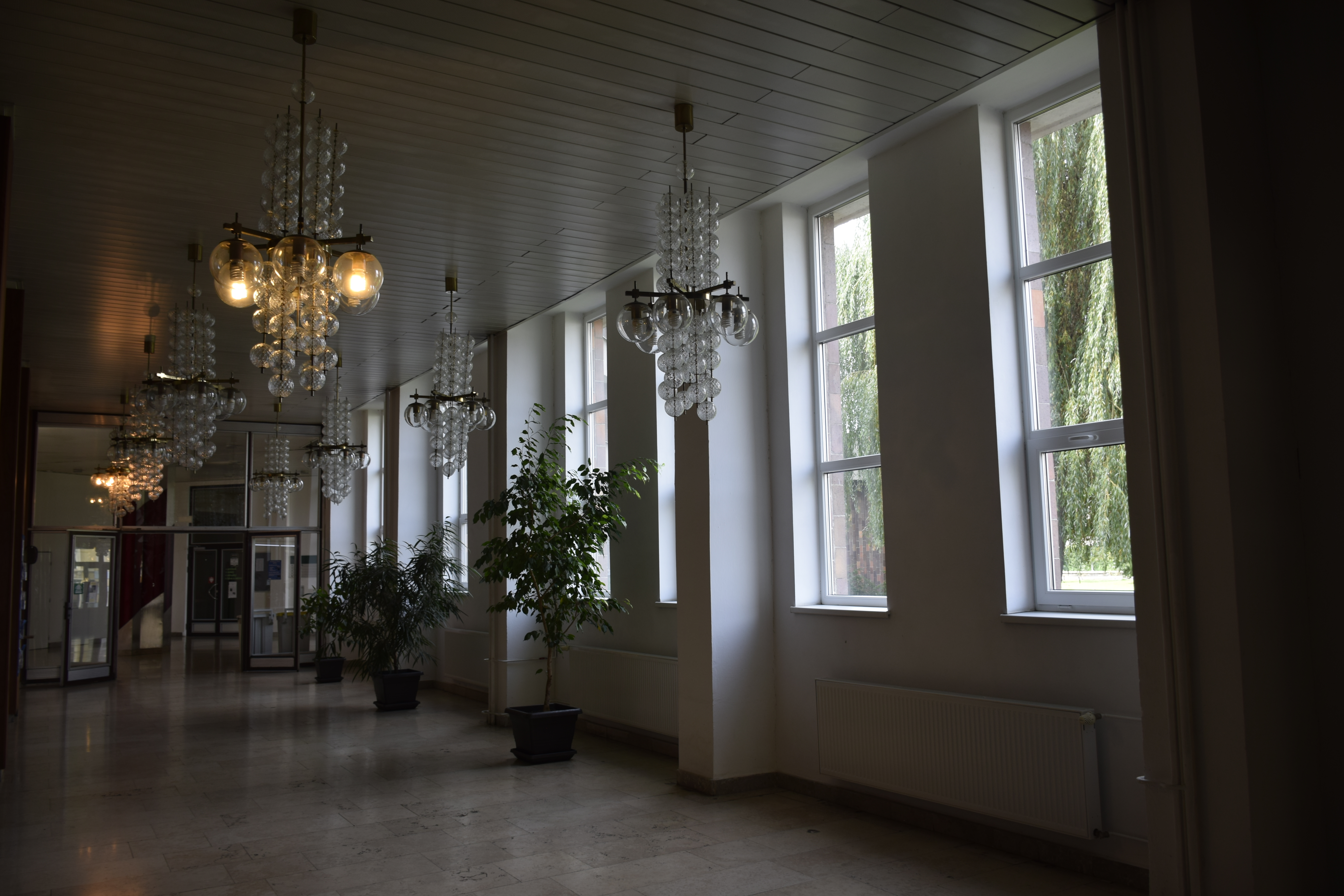
Interiér chodby
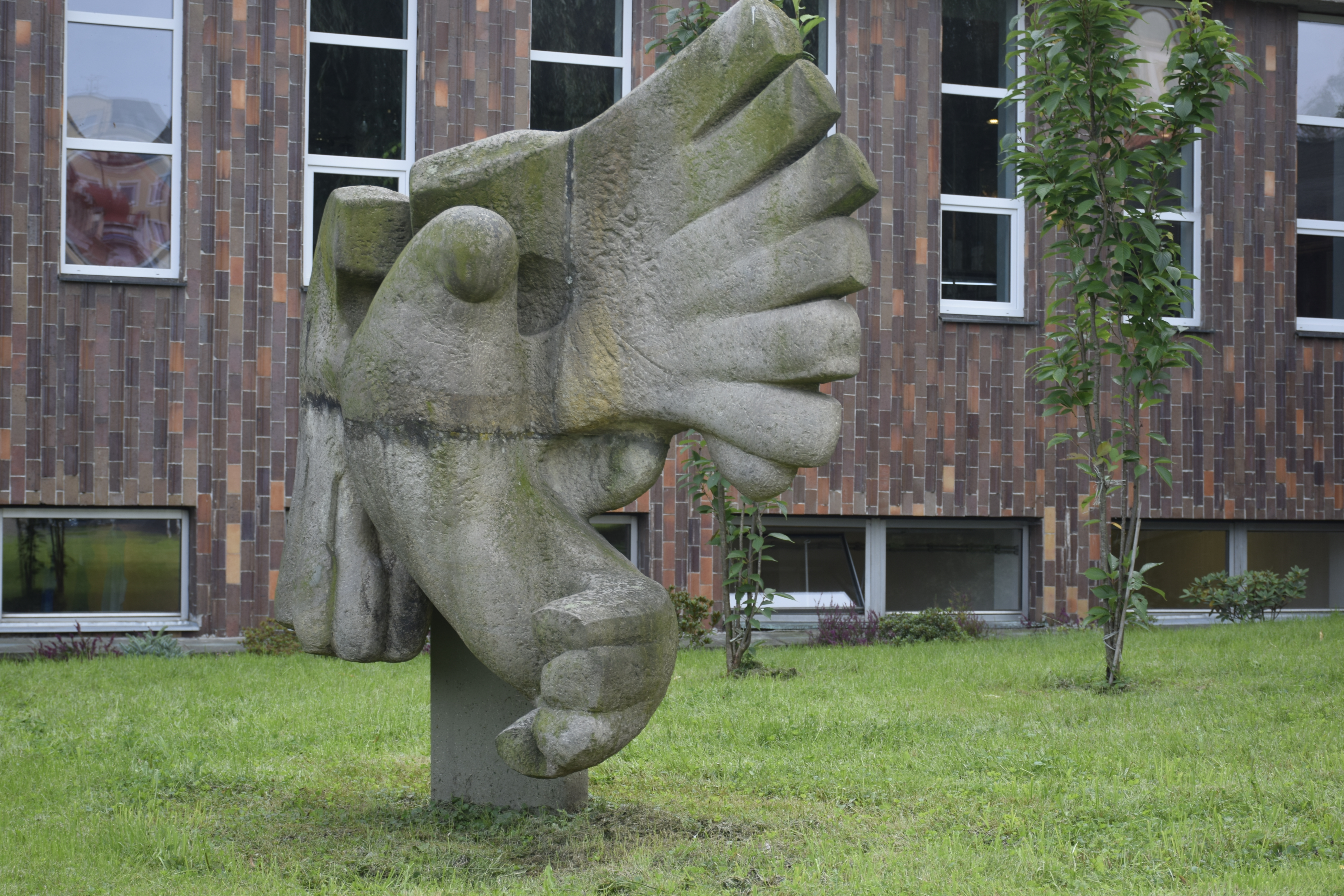
Parková výzdoba